# Non bisogna scambiare i ragazzi del buon Dio per delle anatre selvatiche
Non bisogna scambiare i ragazzi del buon Dio per delle anatre selvatiche (Faut pas prendre les enfants du bon Dieu pour des canards sauvages) è un film del 1968 diretto da Michel Audiard.